# Антенно-мачтовое сооружение
Анте́нно-ма́чтовое сооруже́ние (аббрев. АМС) — общее название для антенной опоры, входящей в состав оборудования площадки размещения радиоэлектронных средств (РЭС) связи.
По типу антенно-мачтовые сооружения различаются на свободностоящие — трубостойки, столбы, башни, и мачтового типа, с оттяжками.
Как правило, антенно-мачтовые сооружения имеют несущие металлические конструкции из стали и фундамент из армированного бетона. Требования к проектированию и расчёту стальных конструкций антенно-мачтовых сооружений приведены в СП 16.13330.2017 и СП 20.13330.2016. Требования к проектированию оснований — в СП 22.13330.2016.
Появились и используются несущие конструкции опор из других материалов, к примеру, из алюминия и углепластиков.
Надёжность и безопасность антенно-мачтовых сооружений обеспечивается принятым эксплуатирующей организацией регламентом технического обслуживания и контролем степени механической безопасности в соответствии с ГОСТ 31937-2011 с помощью автоматизированной системы мониторинга технического состояния несущих конструкций антенного сооружения.
В качестве термина, аналогичного понятию АМС, в англоязычных странах используется слово a tower («башня»).
Для создания и обслуживания антенно-мачтовых сооружений имеются специализированные организации, в РФ с 2014 года ГК Сервис-Телеком.